# Adobe Illustrator Artwork
Adobe Illustrator Artwork (AI) — векторный формат хранения графической информации, является проприетарным. Разработан компанией Adobe Systems для представления одностраничных векторных изображений в формате EPS или PDF. При сохранении в программе Adobe Illustrator файлу присваивается расширение .ai.
Ранние версии формата AI (до версии 8.x включительно) являются EPS-файлами с ограниченным и компактным синтаксисом, а также дополнительной семантикой, соответствующей стандарту DSC. Эти файлы идентичны соответствующим EPS-файлам Adobe Illustrator, однако из файлов AI-формата убраны наборы процедур формата EPS и идет внешняя ссылка на них через директивы %%include.
Формат AI по сути является форматом PGF, совместимость с PDF осуществляется за счёт встраивания полной копии PGF-данных в файл PDF-формата. Такой же двойной подход используется при сохранении EPS-совместимых файлов в последних версиях Illustrator.

## Программы, поддерживающие AI-файлы
Кроме Adobe Illustrator, следующие приложения могут работать с .ai-файлами:
- Adobe Photoshop (проприетарное ПО для macOS, Windows, iPadOS) импортирует AI-файлы как растровые изображения или смарт-объекты.
- Affinity Designer (проприетарное ПО для macOS, Windows, iPadOS) импортирует AI-файлы с возможностью полного редактирования[3].
- CorelDRAW (проприетарное ПО) редактирует[4] с некоторыми ограничениями[5].
- Corel Paint Shop Pro (проприетарное ПО) импортирует и экспортирует AI-файлы[6][7].
- Cinema 4D (проприетарное ПО для macOS, Windows) импортирует AI-файлы исключительно версии 8[8].
- EnRoute может читать AI-файлы[9].
- FlexiSign может читать AI-файлы[10].
- Ghostscript (распространяется по лицензии GPL) может конвертировать postscript-файлы AI в различные форматы, а также позволяет программам, использующим Ghostscript, таким как GIMP, импортировать AI-файлы.
- Inkscape (распространяется по лицензии GPL) может импортировать AI-файлы (как ранних версий, так и поздних)[11][12].
- Skencil (распространяется по лицензии GPL) ограниченная поддержка AI.
- sK1 (распространяемый по лицензии GPL редактор векторной графики) поддерживает ранние версии AI-файлов (основанные на EPS)[13].
- Xara Xtreme импортирует AI-файлы с ограничениями (как Windows-, так и Linux-версия)[14]
- XnView (бесплатное для некоммерческого использования ПО) может читать AI-файлы (версии 9 и выше) при установленном Ghostscript[15].

Просмотрщики:
- Adobe Reader может открывать файлы .ai, если они сохранены в режиме совместимости с PDF.
- Просмотр (программа для Mac OS X), если они сохранены в режиме совместимости с PDF.